# بیچر لیک (ویسکانسین)
بیچر لیک (به انگلیسی: Beecher Lake) یک منطقهٔ مسکونی در ایالات متحده آمریکا است که در Beecher واقع شده‌است. بیچر لیک ۲۸۹٫۸۷ متر بالاتر از سطح دریا واقع شده‌است.